# シャロル
シャロル (Charolles) またはシャロレは、フランス、ブルゴーニュ＝フランシュ＝コンテ地域圏、ソーヌ＝エ＝ロワール県のコミューン。
シャロルの名はシャロレー（Charolais）地方にちなむ。陶器製造のまちとして知られる。2つの河川、アルコンス川とスマンス川がコミューン内で合流し、運河が巡らされていることから『シャロレーのヴェネツィア』（Venise du Charolais）と呼ばれる。
13世紀からシャロレ伯爵領に属し、ブルゴーニュ公国の支配下にあった。15世紀からスペイン王国領となり、フランス王領となったのは18世紀からである。

## 交通
- 道路 - 国道79号線。60マイル離れたマコンからA6の接続が可能。
- 鉄道 - 最寄の駅はコミューン内になく、パレ＝ル＝モニアル駅を利用
- バス - TERバスがパレ＝ル＝モニアルやディゴワン方面にあり

## 歴史
カロリング朝時代はオータン子爵の支配下にあった。10世紀よりシャロン伯領となる。
- 1277年 - シャロレ伯領の首都となる。
- 1301年 - クレルモン伯ロベールより憲章を授かる
- 1327年 - 婚姻によってシャロルはアルマニャック伯の支配下に入る。
- 1391年 - アルマニャック伯ベルナール7世、資金獲得のためブルゴーニュ公へシャロレ伯領を売却。
- 1477年 - シャルル豪胆公の死によってシャロレ伯領はフランスへ併合
- 1493年から1684年まで - シャロレ伯領はスペイン・ハプスブルク家が支配
- 1684年 - 債務の支払いとしてハプスブルク家からシャロレ伯領が大コンデに授けられる
- 1761年 - ルイ15世、シャロレ伯領を購入しブルボン・コンデ家のルイーズ・アンヌ姫（fr）へ与える。その後王領となる。

19世紀のシャロルは、金属加工、陶器製造、ワイン貿易、材木業、ウシ売買で栄えた。

## 人口統計
| 1962年 | 1968年 | 1975年 | 1982年 | 1990年 | 1999年 | 2006年 |
| ------ | ------ | ------ | ------ | ------ | ------ | ------ |
| 3204   | 3813   | 3858   | 3392   | 3048   | 3026   | 2864   |

source = Cassini et INSEE